# Carl Timoleon von Neff
Carl Timoleon von Neff (Timofej Andrejevitsj Neff (Russisch: Тимофей Андреевич Нефф) (Püssi, 14 oktober 1804 – Sint-Petersburg, 5 januari 1877) was een Russische kunstschilder en kunstverzamelaar van Duits-Baltische afkomst.

## Levensloop
Von Neff werd geboren op het landgoed van het stadje Neu-Isenhof (nu Püssi in Estland) als onwettige zoon van de gouvernante Felicite Neff. Hij studeerde in de jaren 1824 en 1825 schilderkunst aan de Hochschule für Bildende Künste in Dresden. Vanaf 1826 was hij werkzaam in Sint-Petersburg, waar zijn talent de aandacht trok van tsaar Nicolaas I, die hem tot hofschilder benoemde. Intussen vond hij ook nog tijd voor een studiereis naar Italië. Vanaf 1839 was von Neff docent aan de Petersburgse kunstacademie. In 1846 werd hij erelid van de Accademia di Belle Arti in Florence.
In de zomer van 1838 trouwde hij met Luise von Kaulbars. Het paar kreeg twee kinderen, een dochter Mary en een zoon Heinrich.
Vanaf 1849 mocht hij zich in Sint-Petersburg professor noemen. In 1850 werd hij eigenaar van het landgoed bij het Estse dorp Piira ten zuiden van Rakvere, waar hij een atelier inrichtte. In 1854 werd hij conservator aan de Hermitage en kunstopzichter van de paleizen van de tsaar. Ook bij tsaar Alexander II, de opvolger van Nicolaas I, stond von Neff in de gunst. Hij verkeerde in de hoogste kringen van Rusland.
In 1860 verwierf von Neff naast het landgoed van Piira ook het landgoed van Muuga, ook in de buurt van Rakvere. Daar liet hij in de jaren 1866-1872 een nieuw landhuis neerzetten, dat behalve als woonhuis ook kon dienen als museum voor zijn kunstverzameling. Von Neff ontwierp het landhuis zelf, met steun van de architect Ludwig Bohnstedt en andere architecten die hij kende uit Sint-Petersburg. Het trappenhuis van wit marmer in het landhuis was een geschenk van tsaar Alexander II.
Von Neff overleed begin 1877 in Sint-Petersburg. Hij ligt begraven op het kerkhof van Simuna in het huidige Estland.
Von Neffs erfgenaam was zijn zoon Reinhold Heinrich Gaston von Neff (1841-1906), die in 1881 in de Estlandse Ridderschap werd opgenomen. Voor zijn vader was dat als 'onecht' kind niet weggelegd.

## Werken
Als hofschilder hield von Neff zich vooral bezig met portretten en onderwerpen die bij academische kunstenaars van zijn tijd populair waren: odalisken en andere naakten en nimfen. Hij verzorgde decoraties in de Izaäkkathedraal in Sint-Petersburg, de Christus Verlosserkathedraal in Moskou en de Domkerk van Helsinki, maar ook in kerken buiten het Russische rijk, zoals in Nice en Wiesbaden. Veel van zijn werk is te bezichtigen in het Kunstmuseum van Estland.

## Foto's

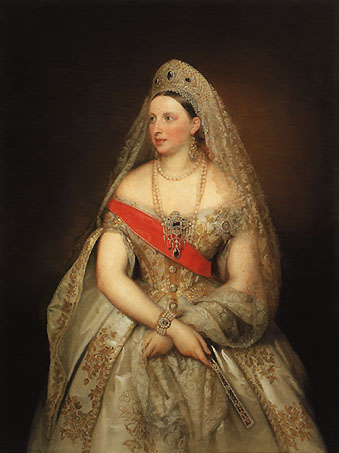
Portret van grootvorstin Alexandra Petrovna, Gatsjina Paleis
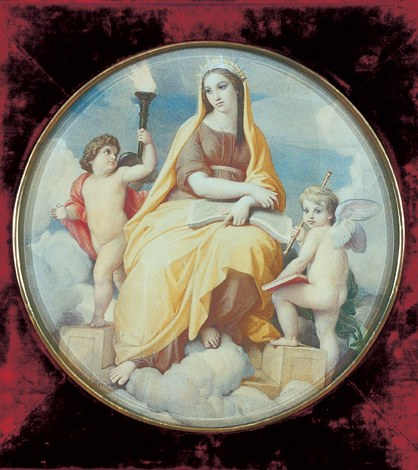
Allegorische figuur (1841)
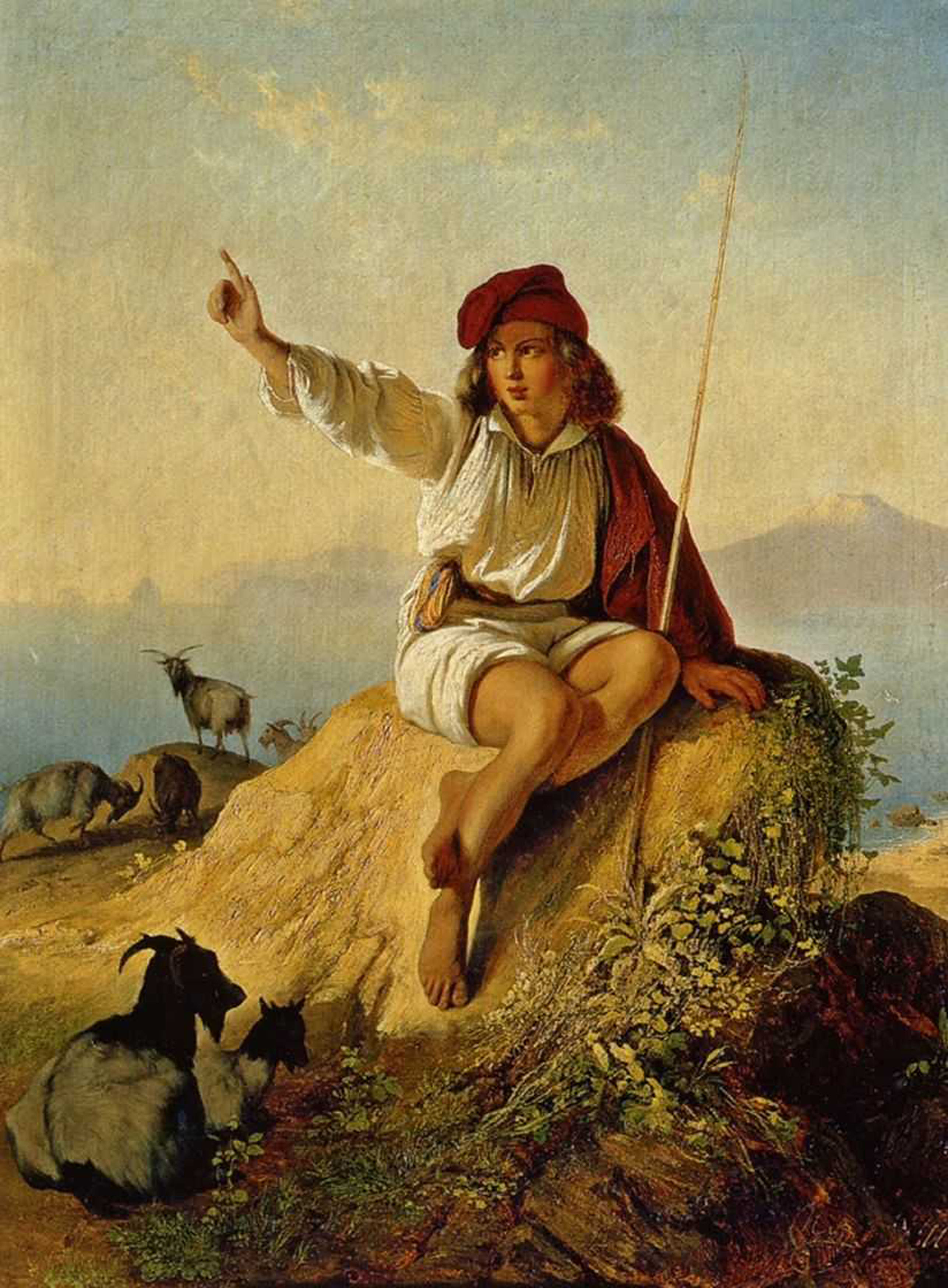
Napolitaanse schaapherder, 1841, Russisch Museum, Sint-Petersburg
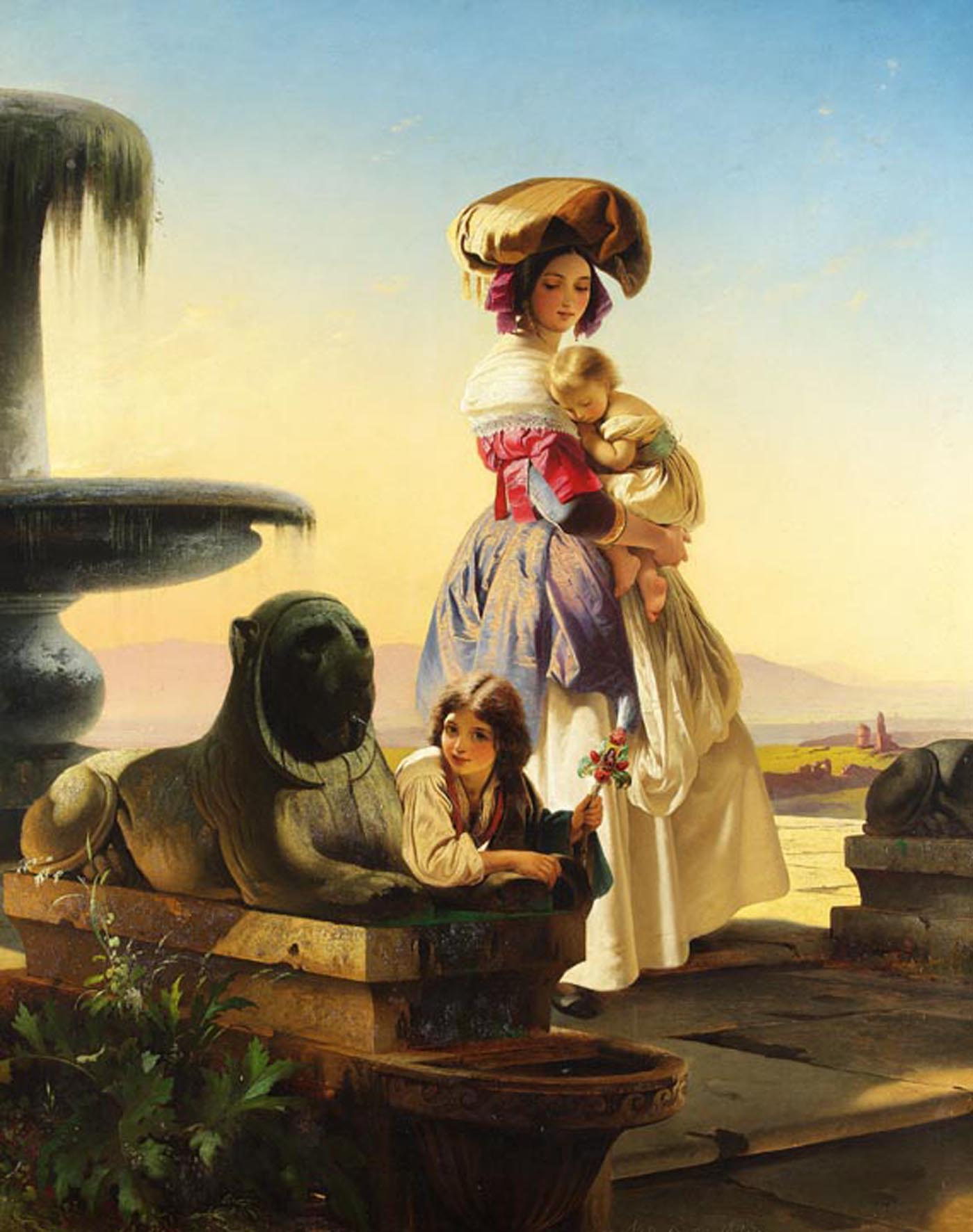
Jonge moeder met kinderen op een trap, 1843
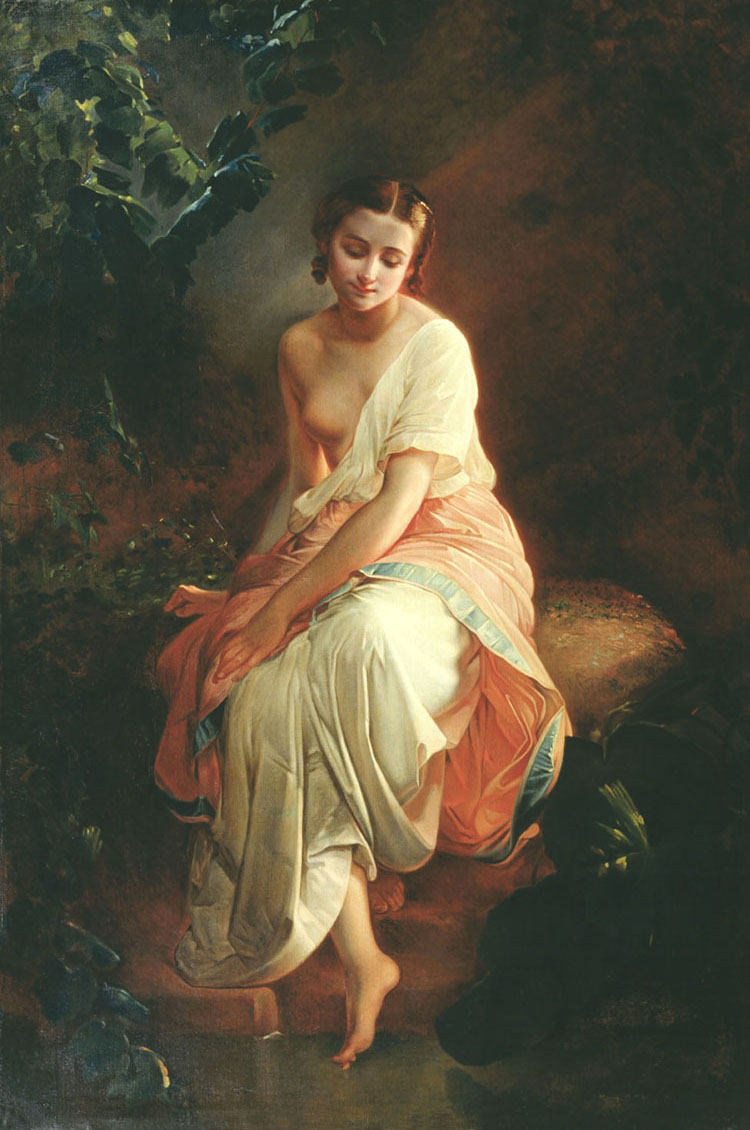
De baadster
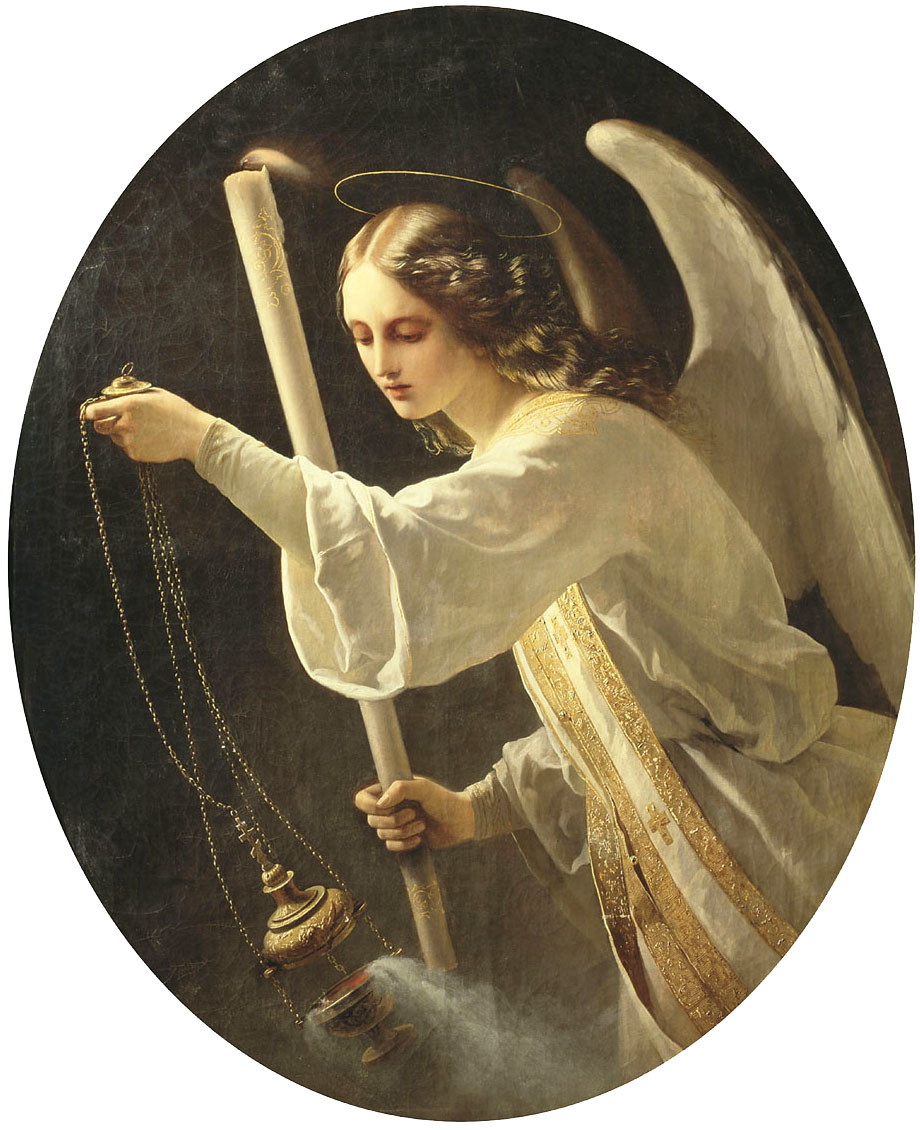
Engel